# Embargo céréalier américain contre l'Union soviétique
L’embargo céréalier américain contre l'Union soviétique a été promulgué par Jimmy Carter en janvier 1980 en représailles à l'invasion de l'Afghanistan en 1979. Il s'agissait d'un embargo partiel, les États-Unis s'engageant à livrer 8 millions de tonnes de céréales qu'ils étaient contraint de livrer en vertu de l'accord de 1975 au lieu des 25 millions de tonnes prévues pour 1980. Cet embargo est resté en vigueur jusqu'à ce  que Ronald Reagan y mette fin en 1981 en arrivant à la présidence. Les agriculteurs américains ont ressenti le poids des sanctions, alors qu'elles ont eu un effet bien moindre sur l'Union soviétique, ce qui a remis en question la validité de ce type d'embargo. Lors de la campagne électorale présidentielle de 1980, le candidat républicain, Ronald Reagan, a promis de mettre fin à l'embargo alors que le candidat démocrate sortant, Jimmy Carter, n'était pas disposé à le faire.